# Šeraje
Šeraje is een plaats in de gemeente Poreč in de Kroatische provincie Istrië. De plaats telt 2 inwoners (2001).